# Want It
Want It ist das im Juni 2007 erschienene zweite Musikalbum der österreichischen Rockband SheSays. Es wurde im Herbst/Winter 2006 aufgenommen und vom Label Virgin Records produziert.

## Entstehung
Nach dem unerwarteten Erfolg im Jahr 2006, dem Sieg beim Ö3 Soundcheck und dem Erreichen der Spitze der österreichischen Longplaycharts ging die Band Ende desselben Jahres auf Club-Tour durch Europa. Daraufhin wurde das zweite Album aufgenommen. Währenddessen schied Cathi Priemer als Schlagzeugerin aus der Band aus, um sich für andere Projekte zu kümmern. Zudem war die dritte Single Mountainside wenig erfolgreich. Das bedeutete einen Rückschlag für die Band. Mitte April wurde die Single Open Your Eyes auf dem Sender Ö3 veröffentlicht. Kurze Zeit später stieg das Lied in die Top 40 der österreichischen Charts ein.
Im Juni erschien schließlich das zweite Album der Band, welches erstmals – zwar ohne Promotion – auch in Deutschland und Benelux veröffentlicht wurde.

## Titelliste
1. Open Your Eyes
2. Coming Home
3. Indi
4. Want It
5. Save Me
6. Into the Sun
7. Woman
8. Tear Me Down
9. Sunset
10. Businessman
11. Candle
12. My Blues
13. Rosegardens

## Singles

### Open Your Eyes
Open Your Eyes ist die erste Nummer auf dem Album und gleichzeitig die erste Auskoppelung von Want It. Der Song ist gefühlvoll, aber keine ruhige Liebesnummer. Es sind sowohl viele Pop- als auch Rockelemente vorhanden, was sich aber deutlich an den Mainstream anpasst. Der Grund dafür ist, dass der Song dadurch auch auf Ö3, der nur aktuelle Popmusik eines gewissen Schemas sendet, gespielt wird. Die Single wurde Mitte April auf einigen Radiostationen veröffentlicht und konnte Platz 39 als Maximum erreichen.

#### Video
Das Video wurde im Waldviertel/Niederösterreich gedreht und am 25. Juli 2007 veröffentlicht. Zu Beginn sieht man ein Bandmitglied, als es in einem dunklen Raum (anscheinend ein Dachboden) eine Truhe findet, in der sich Fotoalben befinden, worin Bilder von sich und einer anderen Person zu sehen sind. Auf einem Bild sieht man ihn mit einem Mann küssend in einem See schwimmen, worauf auf einmal die Leadsängerin Gudrun Liemberger erscheint, singt und das Fotoalbum schließt und es zurück in die Truhe wirft. Beim Refrain sieht man die ganze Band zusammen singen (inklusive Rainer Schumich, der Nachfolger von Cathi Priemer am Schlagzeug).
Diese Szene wird durch andere unterbrochen, in der das dritte Bandmitglied Vorhänge hinunterreißt und ein Licht durch mehrere Fenster strahlt.

#### CD-Single
Diese Titel befinden sich auf der CD-Single:
1. Open Your Eyes (Radio-Version)
2. Open Your Eyes (Instrumental-Version)

### Save Me
Save Me ist die zweite Singleauskoppelung des Albums. Das Stück ist ursprünglich aus dem Album The Game der Band Queen und wurde als Coverversion aufgenommen. Der Titel ist eine ruhige Ballade, ein Gegenstück zum Vorgänger. Wieder gefühlvoll und emotional wird hier der Text gesungen. Mit Rang 37 in den österreichischen Single-Charts ist es das bislang erfolgreichste Lied des Albums. Die Single beinhaltet folgende Titel:
1. Save Me – 3:41
2. SheSays live @ Donauinsel

## Mitteleuropa-Tour
Nach Erscheinen des Albums ging die Band für zwei Wochen mit Bryan Adams auf Mitteleuropa-Tournee, in welcher sie erfolgreich abschnitt.